# Sztywny Pal Azji
Sztywny Pal Azji – polski zespół rockowy, założony w 1986 roku w Chrzanowie przez Leszka Nowaka i Jarosława Kisińskiego. Zespół największą popularność zyskał w drugiej połowie lat 80. i pierwszej połowie lat 90.

## Historia
Początki działalności zespołu sięgają końca 1985 roku, kiedy to grupa przyjaciół postanowiła wspólnie spędzić wakacje, grając własne piosenki na deptakach Trójmiasta. Wtedy to powstały pierwsze utwory zespołu, m.in. „Rock’and’rollowy robak”, „Europa i Azja”, czy „Wieża radości, wieża samotności”. Publicznie zespół zadebiutował w marcu 1986 roku w Nowohuckim Centrum Kultury w składzie: Jarosław Kisiński, Leszek Nowak, Paweł Nazimek, Janusz Deda oraz Andrzej Turek.
Pierwszy sukces odniósł na Festiwalu w Jarocinie w 1986, gdzie zaprezentował jedyne sześć piosenek, które wtedy miał w swoim repertuarze: „Nieprzemakalnych”, „Wieżę radości, wieżę samotności”, „Europę i Azję”, „Rock’and’Rollowego robaka”, „Zakopane”, „Nasze reggae”. Zespół zakwalifikował się do „złotej dziesiątki”, zajmując drugie miejsce w głosowaniu festiwalowej publiczności, a piosenka „Nasze reggae” stała się nieoficjalnym hymnem imprezy.
Powstawały nowe piosenki, a zespół rozpoczął działalność koncertową. Do składu dołączył Zbigniew Ciaputa (który jako jedyny obok J. Kisińskiego wziął udział w nagraniu wszystkich albumów).
Rok później wyszła debiutancka płyta zespołu pt. „Europa i Azja”. Największe przeboje pochodzące z tego albumu, „Spotkanie z...” oraz „Wieża radości, wieża samotności”, „To jest nasza kultura”, „Póki młodość w nas” szybko znalazły się na wysokich miejscach Listy Przebojów Programu Trzeciego. Gościnnie w dwóch piosenkach, na saksofonie, zagrał Ryszard Wojciul, ówczesny muzyk zespołu Róże Europy, który od 1988 roku stał się członkiem zespołu.
W pełnym składzie zespół wystąpił m.in. na Festiwalu w Jarocinie w latach 1987, 1988 i 1989, Festiwalu Życia w Warszawie w 1987, w warszawskiej Stodole (1988), na Rock Opolu (1988). Zespół wziął także udział w trasach Krajowej Sceny Młodzieżowej (1987 i 1989). W roku 1988 grupa wzięła udział w realizacji zachodnioniemieckiego filmu pt. Wybacz mi Polsko (O Dzieciach Solidarności). W studio Programu Trzeciego Polskiego Radia zarejestrował cztery piosenki: „Psy wojny”, „Puszka Pandory”, „Owady” i utwór „Poranne pociągi”, który ukazał się na albumie kompilacyjnym „Radio nieprzemakalnych” pod tytułem „Piosenka dla...”
W 1989 zespół wydał kolejną płytę „Szukam nowego siebie”, z przebojami „Nie zmienię świata” oraz „Smutna środa”. Nastąpiły zmiany personalne, odszedł Nazimek (do Chłopców z Placu Broni), którego zastąpił Zbigniew Heflich. W takim składzie w czerwcu 1990 r. grupa wystąpiła na festiwalu Rock Opole, a w 1992 wydała album „Emocje”. Na wiosnę ukazało się na rynku muzycznym wydawnictwo dwóch kaset z zarejestrowanym koncertem „Sztywny Pal Azji Live 1987”. Były tam utwory nigdzie niepublikowane np. „Tu jest prowincja a tam stolica”, „Niech żyje r’n’r”, „Country” czy „Nasza praca”. Rok później, w lutym 1993, muzycy nagrali czwartą płytę „Dewiacje na wakacje”, która została wydana na przełomie 93/94 r. oraz teledyski do utworów „Turururum” i „Kolor czerwony”.
Kolejna płyta, „Spotkanie z... 1986-1994” ukazała się w 1996. Na płycie znalazły się nowe wersje największych przebojów grupy. Po nagraniu tej płyty z zespołu odszedł Leszek Nowak oraz Zbigniew Heflich. Kisiński jednak nie zamierzał rozwiązywać zespołu, powołał do składu Grzegorza Kłeczka, a sam stanął za mikrofonem. Ponadto w 1996 Sztywny Pal Azji nagrał też muzykę do filmu Macieja Ślesickiego „Sara”, oraz piosenkę „Ty co dziś” na składankę świąteczną.
W 2000 do zespołu powrócił Leszek Nowak, czego efektem było wydawnictwo „Szpal” z przebojem „Polscy chłopcy” z repertuaru grupy Instytucja.
W listopadzie 2004 r. na kilkanaście dni przed wejściem do studia nagraniowego w niewyjaśnionych do końca okolicznościach zespół opuścił Kisiński. Grupa działała w dalszym ciągu z gitarzystą Waldemarem Koterbą oraz basistą Mariuszem Ginalskim.
W czerwcu 2006 roku zmarł Janusz Deda, pierwszy perkusista. Jego odejście uczczono pożegnalnym koncertem w Chrzanowie.
Latem 2007 roku Kisiński i Wojciul postanowili reaktywować zespół wraz z pozostałymi członkami Leszkiem Nowakiem i Zbigniewem Ciaputą. W pierwszych sesjach nagraniowych demo brał udział Leszek Nowak. Zespół nagrał dwie nowe piosenki pt. „Dancefloor Poland” i „Pij mleko”. Po przesłuchaniach nowym wokalistą zespołu został laureat 3 miejsca IV edycji programu Idol, Bartosz Szymoniak, który w tychże nagraniach już uczestniczył. Na basie zadebiutował Jacek Śliwczyński, były muzyk zespołu T.Love Alternative.
Premiera nowej płyty „Miłość jak dynamit” nastąpiła 22 lutego 2008. Singlem zwiastującym krążek był „Kostium Davida Byrne”.
Zespół w nowym składzie wystąpił na Festiwalu im. Ryszarda Riedla w Tychach, koncercie „Solidarni z Gruzją” oraz koncercie „20 lat wolności” dla telewizji Polsat, na którym zaśpiewali obaj wokaliści Bartosz Szymoniak i Leszek Nowak. W czerwcu 2011 r. w Chrzanowie odbył się koncert jubileuszowy. Wystąpili prawie wszyscy byli członkowie zespołu, w tym członkowie pierwszego składu Paweł Nazimek i Andrzej Turek („Azja”).
W 2012 roku na rynek weszła kolejna płyta „Fiss Pink”. Znalazło się na niej kilka melodyjnych utworów jak: „To lato to sen” (pod zmienionym nieco tytułem), „Flakon” oraz nostalgiczna piosenka z tekstem Bogdana Łyszkiewicza, lidera Chłopców z Placu Broni pod tytułem „Słońce gdy jadę szosą”.
Na dwudziestopięciolecie działalności wydawca płytowy MTJ wydał box z reedycją wszystkich płyt studyjnych wzbogaconą utworami koncertowymi i nigdy nie publikowanymi m.in. piosenkami śpiewanymi przez pierwszego wokalistę Leszka Nowaka jak „Jestem sam”, „Psy wojny” czy „Owady”. Znalazły się tam również utwory śpiewane przez lidera Jarosława Kisińskiego – m.in. „Biały”, „Horoskop”, „Twoja dziewczyna” i inne. We wrześniu 2013 r. na rynek weszła składanka z największymi przebojami grupy pod tytułem „Kolory muzyki”.
W 2014 roku największy przebój zespołu – „Wieża radości, wieża samotności” uzyskał pierwsze miejsce w Polskim Topie Wszech Czasów radiowej Trójki. Dzień później na antenie polskiego radia Kisiński zapowiedział trasę koncertową „Pierwszy skład gra pierwszą płytę Europa i Azja”. W lipcu ukazał się singiel promujący trasę pod tytułem „Na moim strychu”. Utwór ten zaśpiewał Leszek Nowak. W marcu 2015 roku grupa wydała kolejny nowy utwór zaśpiewany również przez Nowaka, zatytułowany „Piękna dekada samobójców”.
1 lipca 2015 roku zespół ogłosił zakończenie współpracy z Bartoszem Szymoniakiem, oraz powrót do składu pierwszego wokalisty – Leszka Nowaka, a także basisty – Pawła Nazimka.
6 listopada 2017 r. ukazała się kolejna płyta zespołu, zatytułowana „Szara”. Znalazło się na niej 13 piosenek, m.in. „Iluminacje”, „5 dni”, „Wstyd” i „Luxtorpeda” wydanych przez firmę fonograficzną MTJ. Koncert premierowy zagrany w stylu „akustycznym” warszawskim klubie „Bardzo Bardzo”, gdzie zaprezentowano kilka piosenek z najnowszej płyty. Koncert poprzedził występ w Radio Poznań, który odbył się 23 października.

## Muzycy
Aktualny skład
- Leszek Nowak – śpiew, fortepian, gitara (1986–1996, 2000–2006, 2007, od 2015)
- Jarosław Kisiński – gitara (1986–2004, od 2007), śpiew (1996-2000)
- Paweł Nazimek – gitara basowa (1986–1990, od 2015)
- Zbigniew Ciaputa – perkusja, konga (1987–2006, od 2007)
- Krystian Różycki – gitara basowa, gitara, instrumenty perkusyjne (od 2011)
- Wojciech Wołyniak – gitara, instrumenty klawiszowe (od 2008)

Byli członkowie
- Andrzej Turek – gitara akustyczna (1986–1988, 2011)
- Janusz Deda – perkusja (1986–1989)
- Grzegorz Kłeczek – gitara basowa (1996–2000)
- Zbigniew Heflich – gitara basowa (1990–1996)
- Waldemar Koterba – gitara (2004-2006)
- Mariusz Ginalski – gitara basowa (2004-2006)
- Jacek Śliwczyński – gitara basowa (2008–2011)
- Ryszard Wojciul – saksofon (1987 gościnnie, 1988[a]–1989, 2007–2008)
- Bartosz Szymoniak – śpiew (2007–2015)

## Dyskografia

### Albumy
- Europa i Azja (1987)
- Szukam nowego siebie (1989)
- Emocje (1992)
- Dewiacje na wakacje (1993)
- Szpal (2001)
- Miłość jak dynamit (2008)
- Fiss Pink (2012)
- Szara (2017)
- Jestem tu po to  (2022)

### Albumy kompilacyjne
- Spotkanie z... (1996)
- Nieprzemakalni (2006)
- Gwiazdy polskiej muzyki lat 80. (2007)
- Box 1986-2011 (2011)
- Kolory muzyki (2013)

### Albumy koncertowe
- Europa i Azja LIVE (2016)

### Notowane utwory
| Rok  | Tytuł                           | Notowane utwory |
| Rok  | Tytuł                           | LP3             |
| ---- | ------------------------------- | --------------- |
| 1987 | Kurort                          | 5               |
| 1987 | To jest nasza kultura           | 11              |
| 1987 | Spotkanie z...                  | 2               |
| 1987 | Nieprzemakalni                  | 5               |
| 1987 | Wieża radości, wieża samotności | 1               |
| 1988 | Póki młodość w nas              | 4               |
| 1989 | Myśli przebrane                 | 8               |
| 1989 | Nie zmienię świata              | 1               |
| 1990 | Smutna środa                    | 8               |
| 1992 | Obóz                            | 22              |
| 1994 | Turururum                       | 30              |
| 1995 | Nasze reggae                    | 50              |
| 2001 | Przepraszam                     | 18              |
| 2001 | Polscy chłopcy                  | 16              |
| 2017 | Pocałunek w Rzymie              | 13              |